# Козлов, Василий Иванович (литератор)
Васи́лий Ива́нович Козло́в (6 [17] апреля 1792, Москва — 11 [23] мая 1825, Санкт-Петербург) — русский литератор, поэт, журналист, литературный критик, переводчик.

## Биография
Его отец, московский купец Иван Кузьмич Козлов, был одним из учредителей Московской практической коммерческой академии. Пробыв недолго в коммерческой академии, Козлов поступил в Императорский Московский университет, окончив который, отправился в 1814 году на службу в Санкт-Петербург. Здесь он познакомился с основателем «Русского инвалида», П. П. Пезаровиусом, и принял должность редактора этой газеты и занимался её изданием до 1824 года, поместив массу ценных статей в неофициальной части. 
Кроме переводов Козлов помещал стихотворения в «Вестнике Европы» (1814) и статьи разного рода в «Новостях литературы» (1822—1825) и в «Северной пчеле», в которой помещал преимущественно переводы заграничных известий. Его письма к М. Н. Макарову помещены в «Дамском Журнале» (1829, ч. 27).
Умер в Санкт-Петербурге 11 (23) мая 1825 года от чахотки. Был похоронен на Смоленском православном кладбище.